# Rachel Potter
Rachel Lindsey Potter (nascida em 21 de agosto de 1984 em Nova Orleães, Luisiana, Estados Unidos) é uma atriz, cantora e compositora americana. Ela fez sua estreia na Broadway em 2011 como Wandinha Addams em A Família Addams, e em 2012 apareceu em The Mistress, o revival do musical da Broadway, Evita. Potter lançou seu primeiro EP intitulado "Live the Dream".

## Ínicio da carreira
Rachel nasceu em Nova Orleães, Louisiana, mas foi criada em Seminole. Potter viveu em
Orlando, Florida mas atualmente vive em Nashville. Em seus 12 anos, Rachel começou a escrever canções originais para lidar com o câncer de sua mãe diagnosticado com Diabetes mellitus tipo 1. Enquanto trabalhava na Walt Disney World Resort, ela também concluiu uma licenciatura em Relações Públicas e Publicidade na Universidade da Flórida Central em 2008.
Depois de se formar na faculdade, se mudou para Nova York, onde ela conseguiu um emprego de cantora em uma banda de casamento.

## Carreira na Broadway
Em 2003, Rachel mudou-se para Orlando, Florida. Seguindo a sugestão de amigos,fez um teste para trabalho no Walt Disney World. Potter foi escalada como Ariel em A Pequena Sereia. Depois, ela passou a atuar como Bela em A Bela e a Fera, Nemo em Procurando Nemo: O Musical, e uma série de outros shows na Disney. Em 2008, ela conseguiu o Top 15 na MTV em Legalmente Loira (musical). Mais tarde, em 2012, foi escalada para o revival de Evita ao lado de Ricky Martin, Elena Roger e Michael Cerveris

## Carreira na música
Potter começou sua carreira de cantora depois de ser notada por um executivo de gravadora. Em 2002, ela lançou seu primeiro álbum intitulado "Come Back Home", Ela apareceu na segunda turnê nacional de WICKED. Enquanto estava em turnê, se reconectou com Justin York, um velho amigo que passou a ser um músico,produtor e compositor em Nashville que ficou conhecido por seu trabalho na banda de rock de Nashville Paramore. Ela lançou seu primeiro EP intitulado "Live the Dream" em 2012, Rachel levantou fundos através de uma campanha incrivelmente bem sucedida Kickstarter para gravar seu sonho de um projeto country, o conceito de "Help Me Live The Dream" ressoou com pessoas de perto e de longe que ajudaram Rachel a ultrapassar a original meta financeira. O trailer oficial da música "Live The Dream", foi lançado em 17 de outubro de 2012 no canal da Potter. Potter apresentou em CBS New York cantando "Hold On To Me". Potter começou a realizar uma série de concertos em Joe Pub para promover "Live the Dream", ela se apresentou com Constantine Maroulis, Ricky Martin, Elena Roger, Michael Cerveris, The Vanity Belles, and The Country Band. Seu inédito single "The Verdict" foi nomeado para Melhor Música Country no Independent Music Awards. Potter foi destaque em mashup de Taylor Swiftcom a música "I Knew You Were Trouble" e Justin Bieber com a música "As Long As You Love Me". Potter está trabalhando em seu segundo álbum que lançara em 2014.

### The X Factor
"Uma das melhores vantagens de estar no The X Factor é que muitas pessoas assistiram meu vídeo, e as pessoas estavam comentando, dizendo: "Eu iria comprar seu álbum, apesar de não ouvir country." Isso, para mim é um maior elogio. Porque eu acho que eu tenho esse sentimento cruzado, e espero que as pessoas que não costumam ouvir esse gênero sejam atraídos pela minha música."

—Rachel em sua jornada ao The X Factor.
Potter fez o teste para a terceira temporada do reality show The X Factor EUA com "Somebody To Love". Potter foi escolhida ao Top 40, e uma dos dez participantes de sua categoria "Over 25" categoria orientada por Kelly Rowland.

#### Performances noThe X Factor
| Programa             | Tema            | Música                                     | Artista Original   | Ordem | Resultado                                       |
| -------------------- | --------------- | ------------------------------------------ | ------------------ | ----- | ----------------------------------------------- |
| Audição              | Nenhum          | "Somebody to Love"                         | Queen              | N/A   | Top 40                                          |
| Four-chair challenge | Nenhum          | "Irreplaceable"                            | Beyoncé            | 4     | Avançou aos Shows ao Vivo (Live-Shows) (Top 16) |
| Semana 1             | Nenhum          | "I Hope You Dance"                         | Lee Ann Womack     | 11    | Salva                                           |
| Semana 2             | Noite Motown    | "This Old Heart of Mine (Is Weak for You)" | The Isley Brothers | 2     | Salva                                           |
| Semana 2             | Save Me Songs   | "Anyway"                                   | Martina McBride    | 2     | Salva                                           |
| Week 3               | Anos 80         | "Alone"                                    | Heart              | 8     | Bottom                                          |
| Week 3               | Confronto Final | "From This Moment On"                      | Shania Twain       | 2     | Eliminada                                       |

## Influências
Potter cita The Civil Wars, Carrie Underwood, Trisha Yearwood, Faith Hill, Dixie Chicks, Rascal Flatts, Dolly Parton, Joni Mitchell, Patsy Cline, Allison Krauss, Union Station, Martina McBride, Miranda Lambert, Taylor Swift, Grace Potter & The Nocturnals, Sara Bareilles e Sheryl Crow como suas influências musicais. Crescendo, Rachel principalmente ouviu Rock and Roll porque seus parentes estavam numa banda rock. Potter é principalmente uma artista Country e Country pop, mas sua música contém elementos de Música cristã contemporânea, Soul, Pop, Hard rock e pop rock. Rachel descreve sua música como uma fusão de Country e Pop Rock.

## Vida pessoal
Rachel Potter está atualmente vivendo em Nashville, onde o trio country Restless Road da mesma edição de Potter está morando atualmente. Atualmente trabalha como bartender no McFaddens. Abaixo, covers de músicas que a mesma fez
| Ano  | Música                          | Artista Original               | Notas                                                        |
| ---- | ------------------------------- | ------------------------------ | ------------------------------------------------------------ |
| 2008 | When You Believe                | Mariah Carey e Whitney Houston | Dueto com Anna Harrington                                    |
| 2008 | Somewhere Over The Rainbow      | Israel Kamakawiwo'ole          |                                                              |
| 2008 | I'll Be Home For Christmas      | Jordin Sparks                  |                                                              |
| 2009 | Gravity                         | Sara Bareilles                 |                                                              |
| 2009 | Don't Stop Believing            | Mika                           |                                                              |
| 2009 | Never, Neverland                |                                | Música do filme e peça Peter Pan                             |
| 2010 | Part Of Your World              |                                | Música do filme A Pequena Sereia                             |
| 2012 | Basket Case                     | Sara Bareilles                 |                                                              |
| 2012 | The Verdict                     | Rachel Potter                  |                                                              |
| 2012 | Live The Dream                  | Rachel Potter                  |                                                              |
| 2012 | Ring Of Fire                    | Johnny Cash                    | Cover com The Vanity Belles                                  |
| 2013 | Leaving on a Jet Plane          | John Denver                    |                                                              |
| 2013 | Heart Attack                    | Demi Lovato                    |                                                              |
| 2013 | I Had a Dream Last Night        | Jonathan Reid Gealt            |                                                              |
| 2013 | Baby, It's Cold Outside         | John Denver                    | Dueto com seu namorado, Chase Peacock                        |
| 2013 | All I Want For Christmas Is You |                                |                                                              |
| 2013 | Silent Night                    | Kelly Clarkson                 | Dueto com Khaya Cohen,participante da mesma edição de Rachel |

## Teatro
| Ano  | Peça                       | Papel           | Notas               |
| ---- | -------------------------- | --------------- | ------------------- |
| 2008 | Pequena Sereia             | Ariel           |                     |
| 2008 | A Bela e a Fera            | Bela            |                     |
| 2009 | Procurando Nemo: O Musical | Nemo            |                     |
| 2010 | A Família Addams           | Wandinha Addams | Substituição        |
| 2010 | Wicked                     | Glinda          | Substituta de Ator  |
| 2011 | High School Musical        | Sharpay         |                     |
| 2012 | Evita                      | The Mistress    | Revival da Broadway |
| 2013 | Spring Awakening           | Wendla          |                     |

## Discografia
- 2002: Come Back Home
- 2012: Live The Dream
- 2015: Not So Black and White